# アリーズ2〜蘇る星座宮〜
『アリーズII〜蘇る星座宮〜』（アリーズツー よみがえるせいざきゅう）は、冬木るりかによる日本のファンタジー漫画。『アリーズ』の続編として『プリンセスGOLD』（秋田書店）にて2006年11＋12月号より連載された。単行本は「プリンセス・コミックス」より全10巻。

## あらすじ
西暦2×××年。天才ヴァイオリニスト・アリサは公演のためギリシアへ向かう。指揮者の息子ショウの案内で古代遺跡を見学していたとき、何者かに襲われる。二人が気がつくと、暗い洞窟のなかにいた。洞窟内で化物に襲われたアリサは、この洞窟が冥府へ続く道であること、自分が冥府の女王・ベルセフォネーであったこと、そしてショウが冥王ハデスであるを思い出す。そしてアリサの幼馴染・ナルミは海王ポセイドンだった。彼らは2度目の転生を果たしたのだ。だが、ショウはハデスとしての記憶が戻らない。アリサは再び始まるであろう神々の戦いから、ショウを守ることを決意する。

## 登場人物
アリサ・リアーナ（ベルセフォネー）
ティターン復活の鍵であり、総母神ガイアの後継者。
16歳、天才ヴァイオリニスト。ナルミのつけた売り文句は「楽界の妖精」。東京で考古学者の父と二人暮しをしている。演奏旅行先のギリシアでベルセフォネーの記憶を取り戻した。ショウがハデスの記憶を取り戻さないこと、婚約者がいることにショックを受けつつも彼を守る決心をする。
ショウ・レイファン（ハデス）
18歳。考古学を専攻していたが、アリサと出あった時は指揮者の父の助手をしていた。初対面のアリサに「思ったより子供っぽい」と言い放つなど口が悪く、無愛想な青年。だが優しいところもある。ハデスとしての記憶は何者かに封印されているらしく、思い出そうとすると頭痛に苦しめられる。アリサを守るために、記憶が戻らないながらもハデスとしての力を使うことがある。
ナルミ・ディーバ（ポセイドン）
アリサ（ベルセフォネー）の幼馴染でマネージャー。大財閥の御曹司で、会社を3つ持っている。ベルセフォネーのマネージャーは趣味でやっている。前世の記憶を早くから取り戻しており、ベルセフォネーを見つけ出し見守っていた。彼女を女性として愛するようになり、今生ではアリサを守ると決めている。最終的にアリサとショウが結ばれるべき2人だと悟り身を引き、長い髪を切って政界に進出した。異母兄弟の長兄ヒロミと次兄ハルミがいる。ハルミを「ハル兄さん」と呼ぶ。
サヨコ・ミレイユ（ヘカーテ）
氷の女神ヘカーテ。レイファンの友人の娘で現在はショウの婚約者。すでにレイファン夫人を「お義母さん」と呼んでいる。ショウを繋ぎとめるためにアポロンと手を組んだり、アイアリスを唆してアリサを殺そうとしたりと手段を選ばない。しかし、それでも断ち切れぬ2人の絆を悟り身を引く。最終決戦後、神代の頃から密かに自身を慕っていたミノースと結婚した。
ヒカル・オーガスタ（アポロン）
旧作では無邪気な少年のイメージが強かったが、今回は27歳の青年。旧作のゼウスの意思を継ぎ、冥界すら支配しようともくろんでいる。アリサやショウの存在は早くから気付いており、手を回している。ショウのハデスとしての記憶の封印がアリサが死なねば解けないことを知っていた。ポセイドン（ナルミ）に対してはかなりの敵意を持っている。リアーナ博士の後見をしたり、無人島を買い取ったりとかなりの資産家。ガイアを救おうと行動してきたが、実はウラノスに騙されていた。ハデスらを太陽神殿に監禁されているアリサの許に行かせるべく自爆して結界を破壊し、ヘルメスの後を追うように死んだ。
トシミ・アレクセイ（ヘルメス）
ゼウスの後継者ということもあり、今回はアポロンに仕えている。ショウやアリサのまわりで起こる事件は、彼がオーガスタの命をうけて実行している。ウラノスの卑劣な手段で騙された挙げ句、重傷を負わされたアポロンを守ってデロス島に逃げ、力を使い果たしてゼウスに会うことなく絶命した。
ヨウコ・ディーバ（アンフィトリテ）
海王ポセイドンの妻。今回は彼の母親として転生し、妊娠した時に前々世の記憶が覚醒した。そのため、母子相姦になるため、ポセイドンは彼女との結婚を諦めるしかなかった。彼が生まれる前から、その力で神の気配をガードし守っている。
レナ・ユノー（ヘラ）
オリンポスの女王ヘラ。アリサが仕事で乗り込んだ豪華客船「ネレイス号」の船中で出会った美少女。ゼウスを探し出すため、神々の復活の中心であるアリサに近づいた。前回の転生ではゼウスの愛を欲することに偏っていたことを反省し、ベルセフォネーが必要なら捧げ、ポセイドンが邪魔なら倒してゼウスのために尽くそうと決意した。今回は部下としてアレス、エリス、そしてアルテミスを従えている。兄妹同士の争いをさせまいと、アルテミスの参戦を厳に戒める。戦いが終わりゼウスと再会して結婚して「地球を守る会」を立ち上げ、様々な環境運動や支援に取り組む。
ゼウス
神代の全能神。前回はハデスとの最終決戦で敗れヘラと運命を共にしたが、今回はウラノスに肉体を奪われガイアに魂を保護されていた。ヘラと結婚した。
リエ・サンディー（エリス）
レナの小間使い。レナのヘラとしての気配をガードしている。そのため、ナルミもレナの正体に気づかなかった。
ノブ（ミノース）
神代ではハデスの部下だった青年。前回の転生では「工藤信彦」という名があったが、今回はフルネームは不明である。アポロンのやり方に疑問を抱きクーデターを起こすも失敗し捕らわれたが、ハデス達と共に脱出した。最終回でサヨコ（ヘカーテ）の旅の同伴者となり、帰国後に彼女と結婚した。実は神代の頃から、密かにヘカーテに想いを寄せていた。
ガイア
ティターンの総母神。地球と融合して環境破壊等の影響で弱っており、ウラノスの転生を許さずゼウスの魂を保護してはいたが、彼の暴挙を止めることが出来ずにいた。紆余曲折の末に、ウラノスが倒された後の世界をベルセフォネーたちに託す。
ウラノス
今回の事件の黒幕。粗暴な性格を母にして妻であるガイアに疎まれ転生の輪から外されたため、ゼウスの今世の肉体を乗っ取りアポロンを騙して世界を手に入れようとするも敗れ去った。
タカシ（アレス）
軍神でヘラの嫡子だが、前回の転生と同様に今回もヘラを女性として愛するようになるが、彼女はゼウスしか愛していないため、愛する女性の幸福のために戦う。戦いが終わった後、エピメテウスと共に砂漠の緑化計画に参加している。
エピメテウス
プロメテウスの弟。ヘラに忠誠を誓う。
メイヤ（アルテミス）
神代でのアポロンの双児の妹で月の女神にして狩猟の女神アルテミス。タキと結婚し、アポロンとヘルメスの転生と思われる二卵性双生児の男児を出産した。
タキ（プロメテウス）
ティーターン神族（別名「巨神族」）の一員で「知性」の表徴たる神。人類に過剰に肩入れする存在として有名で、今回もアポロンに敵対した。紆余曲折の末に、ウラノスが倒れた後は再生可能なクリーン・エネルギーの開発に乗り出し、新エネルギーの旗手として活躍する。
巫媼（ふおう / デメテル）
大地の女神。神代でのアリサの実母だが、アリサを守るためとはいえ、前回と同様に娘の心を無視して敵対してしまう。
イアシオン
デメテルの従者。
リンカ（アテナ）、カガリ（ヘスティア）
神代では軍神とハデスにベルセフォネー奪還を助けた妹の火の女神の転生。今世は「ロゼ姉妹」として転生した。戦後はプロメテウスに協力している。
ローラ・キサラギ（セイレーン）
天才ソプラノ歌手。前世まではポセイドンに仕えていたが、今回は翻心してアポロンに仕えた。アリサとコンサートツアーをすることになり、マネージャーのナルミがポセイドンであることをいちはやく見抜く。ツアーでは聴衆の中にいたゼウスの部下の生まれ変わりたちを歌で操り、瀬戸内海の無人島・S島に集合させた。手柄を立てようとナルミを攻撃したが、返り討ちにあう。ナルミの工作で行方不明扱いになる。
ミズ・メモリー（ムネモシュネ）
記憶の女神。人間界では夢療法士として活躍しており、ショウ（ハデス）の記憶の封印を施した張本人。世界が滅びようが興味は無く、ガイアを救うのが神でも人間でもどちらでも良いと考えている。
アイアリス
ヘラに忠誠を誓う毒蜘蛛使い。
イナコス、アルゴス
河の女神と百眼の怪物の転生。

### その他の人々
リアーナ博士
アリサの優しき父親で考古学者。以前はオーガスタの後見をうけていたが、現在はディーバ財団の後見を受けている。瀬戸内海にある無人島の石造文化の可能性についてショウとともに調査中。
レイファン、レイファン夫人
ショウの両親。父親は指揮者で、アリサのギリシア公演で指揮をつとめた。

## 書籍情報
- 冬木るりか 『アリーズII〜蘇る星座宮〜』 秋田書店〈プリンセス・コミックス〉、全10巻
  1. 2007年4月16日発売 ISBN 978-4-253-19408-2
  2. 2007年10月16日発売 ISBN 978-4-253-19409-9
  3. 2008年4月16日発売 ISBN 978-4-253-19410-5
  4. 2008年10月16日発売 ISBN 978-4-253-19674-1
  5. 2009年4月16日発売 ISBN 978-4-25-3-19675-8
  6. 2009年10月16日発売 ISBN 978-4-253-19676-5
  7. 2010年4月16日発売 ISBN 978-4-253-19677-2
  8. 2010年11月16日発売 ISBN 978-4-253-19678-9
  9. 2011年5月16日発売 ISBN 978-4-253-19679-6
  10. 2011年10月14日発売 ISBN 978-4-253-19680-2